# Ніньо (озеро)
Ніньо (фр. Lac de Nino) — озеро у Верхній Корсиці, Франція. На висоті 1743 метрів, його площа поверхні становить 0,065 км².
Озеро знаходиться на річці Тавіняно поблизу її витоку нижче 1 883 метри Bocca a Reta. Знаходиться на кордоні між комунами Казамаччолі та Корте. Річка тече по болотистій місцевості над і під озером.